# Erdei feketecsiröge
Az erdei feketecsiröge (Dives warczewiczi) a madarak osztályának verébalakúak (Passeriformes) rendjébe, azon belül a csirögefélék (Icteridae) családjába tartozó faj.

## Rendszerezése
A fajt Jean Cabanis francia ornitológus írta le 1861-ban, a Lampropsar nembe  Lampropsar warszewiczi néven.

## Alfajai
- Dives warczewiczi kalinowskii Berlepsch & Stolzmann, 1892
- Dives warczewiczi warczewiczi (Cabanis, 1861)[2]

## Előfordulása
Kolumbia, Ecuador és Peru területén honos. Természetes élőhelyei a szubtrópusi és trópusi esőerdők, lombhullató erdők és cserjések. Állandó, nem vonuló faj.

## Életmódja
Ízeltlábúakkal, kisebb gerincesekkel, gyümölcsökkel és nektárral táplálkozik.

## Természetvédelmi helyzete
Az elterjedési területe nagyon nagy, egyedszáma pedig növekszik. A Természetvédelmi Világszövetség Vörös listáján nem fenyegetett fajként szerepel.